# Рубинг, Ипе
Ипе Рубинг (нидерл. Iepe Rubingh, Ie в имени произносится как растянутое «и») (17 августа 1974, Роттердам — 8 мая 2020) — нидерландский художник-акционист, проживавший в Берлине. Родоначальник шахбокса.
Памяти Ипе Рубинга был посвящён сериал «Ход королевы», вышедший на экраны в 2020 году.

## Биография
По образованию историк (1993—1997, Амстердам), с 1998 года постоянно проживает в Берлине, имел с этого времени выставки и организовывал свои The Joker Performances в Германии (Берлин, Мюнхен, Кёльн и др.), США (Майами, Лос-Анджелес), Голландии, Франции, Норвегии, Японии (Токио, Киото, Кавасаки), Сингапуре и Гонконге. Наибольший успех как художник имел с инсталляцией «чудо-дерево» (Берлин, 2002 год, Биеннале в Сингапуре в 2006 году) и с акцией с дорожными заграждениями в Берлине в 1999 году и в Токио в 2000 году. Парализовав своими заграждениями движение на оживлённых перекрёстках обеих столиц, отделался в Берлине 500 марками штрафа, в Токио же был арестован и выпущен на свободу лишь через 10 дней после уплаты 50 000 йен. Читал с 2006 года регулярный цикл лекций по искусству в берлинском клубе pechakucha.
Идея шахбокса, экстравагантной комбинации шахмат и бокса, была заимствована из комикса Энки Билаля и воплощена им в жизнь. Со временем ему удалось создать сеть энтузиастов новой спортивной дисциплины во всём мире, при этом он, в качестве основателя и бессменного президента Всемирной федерации нового спорта WCBO, продолжал играть роль духовного отца движения и его активнейшего пропагандиста. Одной из важнейших своих целей он считал признание шахбокса олимпийским видом спорта.
Начиная с 2003 года, проводятся мировые и европейские первенства по шахбоксу с участием спортсменов-любителей из Германии, Нидерландов, Польши, Японии, Болгарии, США и, с 2008 года, России. Первым чемпионом мира по версии WCBO стал сам Рубинг, победивший в 11 раунде своего соотечественника Луиса по кличке «Законник».
Памяти Ипе Рубинга посвящён сериал «Ход королевы», вышедший на экраны в 2020 году.
Скончался в мае 2020 года.

### Рецензии на художественные проекты
- www.inhabitat.com
- Журнал Umelec (недоступная ссылка)

### Видео художественных проектов
- https://www.youtube.com/user/IEPEart

### Шахбокс
- Интервью с Рубингом Архивная копия от 29 августа 2008 на Wayback Machine
- Статья в The Guardian